# Вилхелмсдорф (Виртемберг)
Вилхелмсдорф (њем. Wilhelmsdorf) општина је у њемачкој савезној држави Баден-Виртемберг. Једно је од 39 општинских средишта округа Равенсбург. Према процјени из 2010. у општини је живјело 4.857 становника. Посједује регионалну шифру (AGS) 8436083.

## Географски и демографски подаци
Вилхелмсдорф се налази у савезној држави Баден-Виртемберг у округу Равенсбург. Општина се налази на надморској висини од 616 метара. Површина општине износи 38,1 km². У самом мјесту је, према процјени из 2010. године, живјело 4.857 становника. Просјечна густина становништва износи 127 становника/km².